# 아프가니스탄의 공항 목록
이 문서는 유형별로 분류하고 위치별로 정렬한 아프가니스탄의 공항 목록이다.

## 설명
아프가니스탄에는 미래에 더 늘어날 것으로 예상되는 4개의 국제공항이 있다. 카불 국제공항은 카불과 그 주변 지역 주민들을 대상으로 하며, 마울라나 잘랄루딘 발히 국제공항은 아프가니스탄 북부를, 칸다하르의 아흐마드 샤 바바 국제공항은 남부를, 헤라트의 콰자 압둘라 안사리 국제공항은 아프가니스탄 서부 주민들을 대상으로 한다. 아프가니스탄 정부는 로가르주의 모하마드 아가 구에 새로운 국제공항을 건설하려고 한다.
또한 아프가니스탄 전역의 여러 주에 약 16개의 지역 국내 공항이 있으며, 이들은 더 작고 외딴 지역에 서비스를 제공한다. 이 공항 중 일부는 자갈 포장된 에어사이드 시설을 갖추고 있으며 시계 비행 규칙에 따라 운영된다.

## 아프가니스탄의 공항
틀:Inc-transport
| 서비스 도시            | 주         | ICAO | IATA | 공항 이름                                    | 활주로                                                | 고도 (m) |
| ---------------------- | ---------- | ---- | ---- | -------------------------------------------- | ----------------------------------------------------- | -------- |
|                        |            |      |      | 국제공항                                     |                                                       |          |
| 카불                   | 카불       | OAKB | KBL  | 카불 국제공항 (콰자 라와시 공항)             | 11/29: 3511 × 45 m, 콘크리트                          | 1791     |
| 칸다하르               | 칸다하르   | OAKN | KDH  | 아흐마드 샤 바바 국제공항                    | 05/23: 3200 × 55 m, 아스팔트                          | 1017     |
| 호스트                 | 호스트     | OAKS | KHT  | 호스트 국제공항                              | 06/24: 1859 × 27 m, 아스팔트                          | 1151     |
| 마자르이샤리프         | 발흐       | OAMS | MZR  | 마울라나 잘랄 아드 딘 무함마드 발히 국제공항 | 06/24: 2998 × 45 m, 아스팔트                          | 392      |
| 헤라트                 | 헤라트     | OAHR | HEA  | 콰자 압둘라 안사리 국제공항                  | 01/19: 3014 × 45 m, 아스팔트                          | 1003     |
|                        |            |      |      | 주요 국내 공항                               |                                                       |          |
| 라슈카르가             | 헬만드     | OABT | BST  | 보스트 공항                                  | 01/19: 2302 × 30 m, 아스팔트                          | 774      |
| 파라                   | 파라       | OAFR | FAH  | 파라 공항                                    | 15/33: 1836 × 34 m, 아스팔트                          | 674      |
| 가즈니                 | 가즈니     | OAGN | GZI  | 가즈니 공항                                  | 15/33: 305 x ? m (확장 중)                            | 2183     |
| 잘랄라바드             | 낭가르하르 | OAJL | JAA  | 잘랄라바드 공항                              | 13/31: 1975 × 27 m, 아스팔트                          | 561      |
| 쿤두즈                 | 쿤두즈     | OAUZ | UND  | 쿤두즈 공항                                  | 11/29: 1996 m x 45 m, 아스팔트                        | 444      |
|                        |            |      |      | 지역 국내 공항                               |                                                       |          |
| 바미안                 | 바미안     | OABN | BIN  | 바미안 공항 (샤히드 마자리 공항)             | 07/25: 2200 × ? m, 아스팔트                           | 2565     |
| 체그체란               | 구르       | OACC | CCN  | 체그체란 공항                                | 06/24: 2000 × 30 m, 아스팔트                          | 2278     |
| 다르와즈               | 바다흐샨   | OADZ | DAZ  | 다르와즈 공항                                | 09/27: 654 × 32 m, 자갈                               | 1533     |
| 파이즈아바드           | 바다흐샨   | OAFZ | FBD  | 파이즈아바드 공항                            | 18/36: 1844 × 34 m, 아스팔트                          | 1171     |
| 가르데즈               | 팍티야     | OAGZ | GRG  | 가르데즈 공항                                | 03/21: 1664 x 53, 아스팔트                            | 2374     |
| 크와한                 | 바다흐샨   | OAHN | KWH  | 크와한 공항                                  | ??/??: 671 × ? m, 자갈                                | 980      |
| 쿠란 와 문잔           | 바다흐샨   | OARZ | KUR  | 라제르 공항                                  | 08/26: 884 × 31 m, 자갈                               | 2520     |
| 마이마나               | 파르야브   | OAMN | MMZ  | 마이마나 공항                                | 14/32: 2000 × 30 m, 아스팔트                          | 838      |
| 닐리                   | 다이쿤디   | OANL |      | 닐리 공항                                    | 18/36: 732 × 18 m, 자갈                               | 2233     |
| 사르데 반드            | 가즈니     | OADS | SBF  | 사르데 반드 공항                             | 02/20: 2104 m, 자갈                                   | 2125     |
| 칼라이나우             | 바드기스   | OAQN | LQN  | 칼라이나우 공항 (칼라나우 공항)              | 04/22: 1999 × 25 m, 콘크리트                          | 905      |
| 시바르간               | 주즈잔     | OASG |      | 시바르간 비행장                              | 06L/24R: 2621 × 24, 아스팔트 06R/24L: 2115 × 30, 자갈 | 321      |
| 시그난 (셰그난)        | 바다흐샨   | OASN | SGA  | 셰그난 공항                                  | 16/34: 803 × 30 m, 자갈                               | 2042     |
| 탈로칸                 | 타하르     | OATQ | TQN  | 탈로칸 공항                                  | 16/34: 1574 × 35 m, 자갈                              | 816      |
| 타린코트 (타린 코우트) | 우루즈간   | OATN | TII  | 타린코트 공항                                | 12/30: 2225 × 27 m, 콘크리트                          | 1365     |
| 자란즈                 | 님루즈     | OAZJ | ZAJ  | 자란즈 공항                                  | 16/34: 2500 × 60 m, 자갈                              | 485      |
| 자란즈                 | 님루즈     | OANZ |      | 님루즈 공항                                  | 14/32: 2740 × 45 m, 아스팔트                          | 482      |
|                        |            |      |      | 군 공항                                      |                                                       |          |
| 바그람                 | 파르반     | OAIX | OAI  | 바그람 공군 기지                             | 03/21: 3602 × 46 m, 콘크리트                          | 1484     |
| 기리슈크 (게레슈크)    | 헬만드     | OAZI | OAZ  | 캠프 쇼라박 (캠프 바스티온)                  | 01/19: 3500 × 46 m, 콘크리트/아스팔트                 | 888      |
| 호스트                 | 호스트     | OASL | OLR  | 살레르노 전진 작전 기지                      | 09/27: 1219 x 27 m, 아스팔트                          | 1168     |
| 라슈카르가 (보스트)    | 헬만드     | OADY | DWR  | 드와이어 공항                                | 05/23: 2439 × 36 m, 콘크리트                          | 737      |
| 칼라트                 | 자불       | OAQA |      | 칼라트 공항                                  | 02/20: 1501 x 34, 자갈                                | 1641     |
| 신단드                 | 헤라트     | OASD | OAH  | 신단드 공군 기지                             | 18/36: 2417 × 28 m, 콘크리트                          | 1152     |
|                        |            |      |      | 소규모 지역 공항                             |                                                       |          |
| 안득호이 (안드코이)    | 파르야브   | OAAK |      | 안드코이 공항                                | 07/25: 756 x 18, 자갈                                 | 274      |
| 가지아바드             | 낭가르하르 | OAGA |      | 가지아바드 공항                              | 07/25: 610 x 36, 흙                                   | 510      |
| 이슈카심 (에슈카솀)    | 바다흐샨   | OAEM |      | 에슈카솀 공항                                | 14/32: 896 x 21, 아스팔트                             | 2620     |
| 무쿠르                 | 가즈니     | OAMK |      | 무쿠르 공항                                  | 03/21: 1265 x 35, 잔디                                | 2012     |
| 판잡                   | 바미안     | OAPJ |      | 판잡 공항                                    | 03/21: 366 x 23, 자갈                                 | 2682     |
| 샤란                   | 팍티카     | OASA | OAS  | 샤란 비행장                                  | 14/32: 1300 x 19, 아스팔트                            | 2266     |
| 타이와라               | 구르       | OATW |      | 타이와라 공항                                | 18/36: 582 x 44, 잔디                                 | 2246     |
| 우르군                 | 팍티카     | OAOG | URN  | 우르군 공항                                  | ?                                                     | 2225     |
| 카스 우루즈간          | 우루즈간   | OARG | URZ  | 우루즈간 공항                                | ?                                                     | 2050     |
| 자고리                 | 가즈니     | ?    | ?    | 자고리 공항                                  | ?, 자갈                                               | ?        |
| 양기 칼레              | 타하르     | OAYQ |      | 양기 칼레 공항                               | 03/21: 610 x 35, 잔디                                 | 810      |
| 야완                   | 바다흐샨   | OAYW |      | 야완 공항                                    | 05/23: 567 x 28, 잔디                                 | 1721     |

## 같이 보기
- 아프가니스탄의 교통
- ICAO 공항 코드 목록: O#OA - 아프가니스탄
- Wikipedia:WikiProject Aviation/Airline destination lists: Asia#Afghanistan